# Driving Japan Tour
Driving Japan Tour bylo japonské turné Paula McCartneyho, které probíhalo na podzim roku 2002.

## Kapela
- Paul McCartney – zpěv, baskytara, kytara, klavír, ukulele
- Rusty Anderson – kytara, doprovodný zpěv
- Brian Ray – kytara, baskytara, doprovodný zpěv
- Paul "Wix" Wickens – klávesy, akordeon, kytara, doprovodný zpěv
- Abe Laboriel Jr. – bicí, perkuse, doprovodný zpěv

## Termíny
| Datum              | Město | Země     | Místo konání |
| ------------------ | ----- | -------- | ------------ |
| 11. listopadu 2002 | Tokio | Japonsko | Tokyo Dome   |
| 13. listopadu 2002 | Tokio | Japonsko | Tokyo Dome   |
| 14. listopadu 2002 | Tokio | Japonsko | Tokyo Dome   |
| 17. listopadu 2002 | Ósaka | Japonsko | Osaka Dome   |
| 18. listopadu 2002 | Ósaka | Japonsko | Osaka Dome   |

## Repertoár
1. Hello, Goodbye
2. Jet
3. All My Loving
4. Getting Better
5. Coming Up
6. Let Me Roll It
7. Lonely Road
8. Driving Rain
9. Your Loving Flame
10. Blackbird
11. Every Night
12. We Can Work It Out
13. You Never Give Me Your Money/Carry That Weight
14. The Fool on the Hill
15. Here Today
16. Something
17. Eleanor Rigby
18. Michelle
19. Calico Skies (pouze v Osace)
20. Here, There and Everywhere
21. Back in the U.S.S.R.
22. Band On The Run
23. Maybe I'm Amazed
24. Let Em In
25. My Love
26. She's Leaving Home
27. Can't Buy Me Love
28. Live and Let Die
29. Let It Be
30. Hey Jude
31. The Long and Winding Road
32. Lady Madonna
33. I Saw Her Standing There
34. Yesterday
35. Sgt. Pepper's Lonely Hearts Club Band/The End